# La Rampa

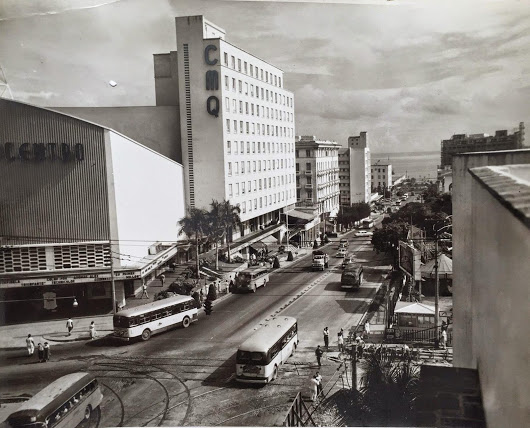
La Rampa negli anni 50

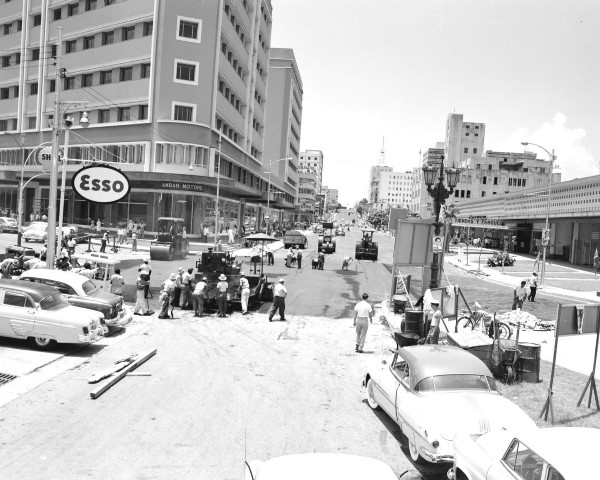
La Rampa nel 1950

La Rampa (conosciuta anche come Calle 23) è una strada nel quartiere Vedado dell'Avana, Cuba.
La Rampa va dal Malecón a Calle L e passa per uffici di compagnie aeree, cinema, locali notturni ed uffici. Costruito nel 1930, il luogo era precedentemente utilizzato per una batteria di cannoni che proteggevano la città dagli attacchi. Numerosi hotel, club e negozi si affollano lungo questo tratto, come l'Hotel Tryp Habana Libre, l'ex Habana Hilton e l'Hotel Nacional de Cuba. La gelateria più famosa del paese, Coppelia, è in Calle 23. All'angolo tra il 23 e L c'è il Radiocentro CMQ Building e più in basso l'Edificio del Seguro Médico di Antonio Quintana.